# Justicia subcymosa
Justicia subcymosa är en akantusväxtart som beskrevs av C. B. Cl.. Justicia subcymosa ingår i släktet Justicia och familjen akantusväxter. Inga underarter finns listade i Catalogue of Life.